# Trampoline aux Jeux olympiques
Cet article traite des épreuves de trampoline. Pour les compétitions de gymnastique artistique et rythmique, voir Gymnastique artistique aux Jeux olympiques et Gymnastique rythmique aux Jeux olympiques.
Le trampoline est inscrit au programme des Jeux olympiques depuis l'édition de 2000 à Sydney et l'organisation d'un concours individuel.

## Disciplines et épreuves

### Tableau des différentes disciplines de trampoline présentes aux Jeux olympiques
| Épreuves                     | 00 | 04 | 08 | 12 | 16 | 20 | 24 | Total |
| ---------------------------- | -- | -- | -- | -- | -- | -- | -- | ----- |
| Concours individuel masculin | X  | X  | X  | X  | X  | X  | X  | 7     |
| Concours individuel féminin  | X  | X  | X  | X  | X  | X  | X  | 7     |
| Total                        | 2  | 2  | 2  | 2  | 2  | 2  | 2  | 14    |

## Nations présentes
Entre 2000 et 2016, près de 153 athlètes en provenance de plus de vingt-cinq nations différentes ont participé aux épreuves de trampoline des Jeux olympiques.
| Édition                                               | 00 | 04 | 08 | 12 | 16 | 20 |
| ----------------------------------------------------- | -- | -- | -- | -- | -- | -- |
| Nombre de nations présentes au trampoline par édition | 16 | 20 | 17 | 18 | 17 | 15 |

Le nombre d'athlètes participant aux épreuves de trampoline est également fortement disparate d'une nation à une autre. Si les grosses nations comme la Chine, la Biélorussie, le Canada et la Russie alignent régulièrement quatre ou cinq athlètes à chaque édition des Jeux, certains pays ne comptent qu'une ou deux participations à ces épreuves avec un seul athlète.
Le nombre indiqué entre parenthèses est le nombre d'athlètes engagés dans les épreuves officielles pour chaque pays sur l'ensemble des Jeux de 2000 à 2020.
| - Algérie (1) - Allemagne (9) - Australie (8) - Biélorussie (14) - Brésil (1) - Canada (15) - Chine (18) - Colombie (1) - Danemark (3) - Égypte (2) |  | - États-Unis (10) - France (8) - Géorgie (5) - Grande-Bretagne (11) - Grèce (1) - Italie (3) - Japon (16) - Kazakhstan (1) - Mexique (1) - Nouvelle-Zélande (3) |  | - Ouzbékistan (5) - Pays-Bas (4) - Portugal (8) - République tchèque (3) - ROC (4) - Russie (16) - Slovaquie (1) - Suisse (2) - Ukraine (10) |

## Tableau des médailles
Le tableau ci-dessous présente le bilan, par nations, des médailles obtenues en trampoline lors des Jeux olympiques d'été, de 2000 à 2024. Le rang est obtenu par le décompte des médailles d'or, puis en cas d'ex æquo, des médailles d'argent, puis de bronze.
Après les Jeux de 2024, la Chine est le pays ayant remporté le plus grand nombre de médailles olympiques en trampoline, avec seize médailles dont quatre en or. Le Canada arrive en seconde position avec deux médailles d'or remportées ainsi que trois médailles d'argent et trois de bronze, suivie de la Russie avec également deux médailles d'or mais seulement deux médailles d'argent.
Tableau mis à jour après les Jeux olympiques de 2024,.
| Rang  | Nation                       | Or | Argent | Bronze | Total |
| ----- | ---------------------------- | -- | ------ | ------ | ----- |
| 1     | Chine                        | 4  | 5      | 7      | 16    |
| 2     | Canada                       | 2  | 3      | 3      | 8     |
| 3     | Russie                       | 2  | 2      | 0      | 4     |
| 4     | Biélorussie                  | 2  | 0      | 0      | 2     |
| 5     | Grande-Bretagne              | 1  | 1      | 1      | 3     |
| 6     | Athlètes individuels neutres | 1  | 1      | 0      | 2     |
| 6     | Ukraine                      | 1  | 1      | 0      | 2     |
| 8     | Allemagne                    | 1  | 0      | 1      | 2     |
| 9     | Australie                    | 0  | 1      | 0      | 1     |
| 10    | Nouvelle-Zélande             | 0  | 0      | 1      | 1     |
| 10    | Ouzbékistan                  | 0  | 0      | 1      | 1     |
| Total | Total                        | 14 | 14     | 14     | 42    |